# Коттон-джин
Ко́ттон-джин (англ. сotton gin — сокр. от сotton engine — хло́пковая машина) — первая эффективная хлопкоочистительная машина, которую придумал американский изобретатель Илай Уитни в 1793 году.

## Устройство

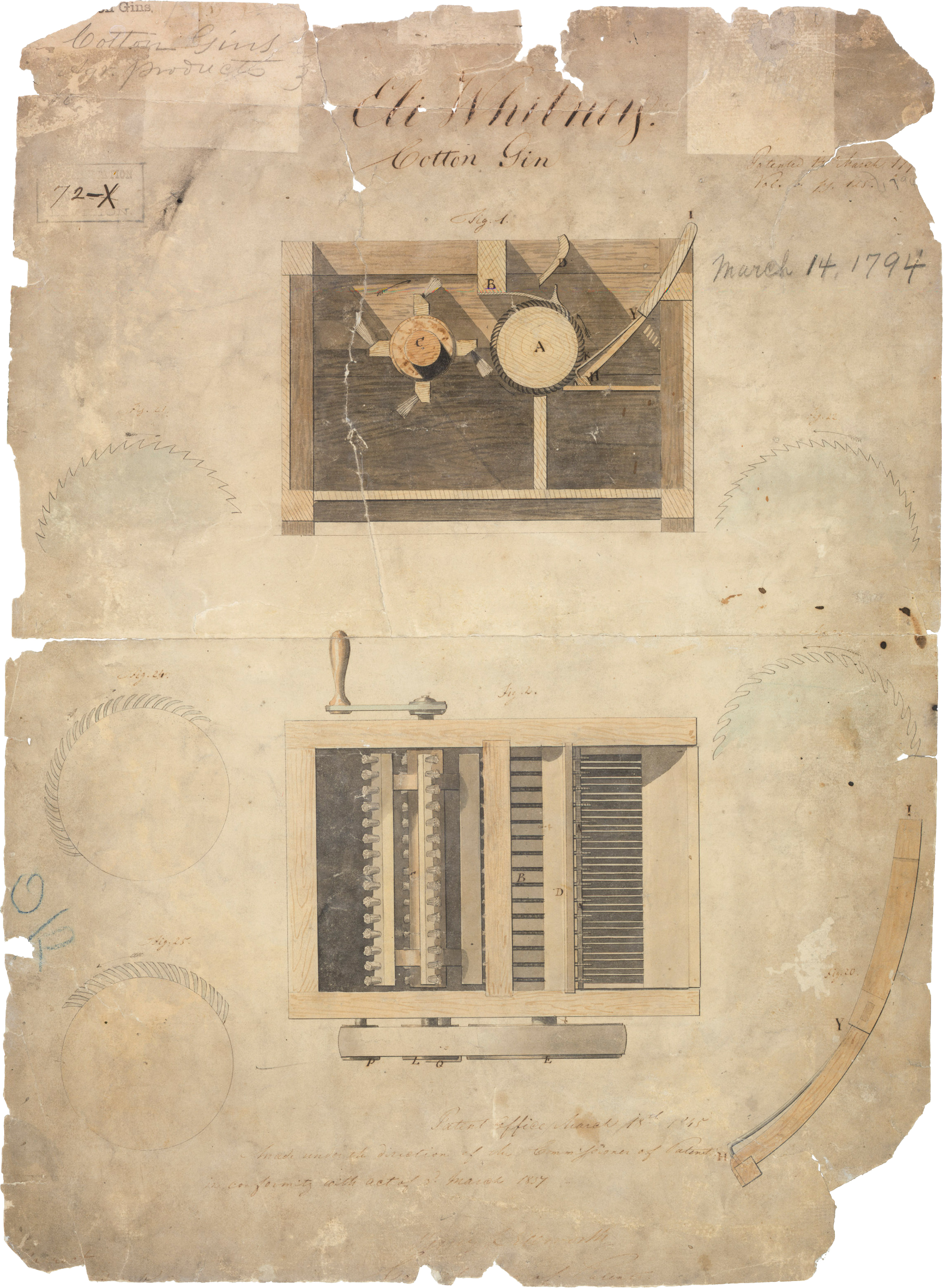
Коттон-джин. Чертёж из патентной заявки.

Коттон-джин представляет собой деревянный ящик, в котором вращаются два цилиндрических вала. На переднем насажены круглые пилы, а на заднем — щётки.
Над этими двумя валами находится ящик, дно которого состоит из колосниковой решетки, в отверстиях которой и вращаются пилы при работе джина. Работа состоит в том, что хлопок с семенами падает в ящик, пилы захватывают его снизу своими зубьями, проталкивают сквозь решётку и при вращении (в 300 оборотов в минуту) передают его сзади их находящимся щёткам, которые работают в 3—4 раза быстрее, то есть со скоростью 1000—1200 оборотов в минуту и более, и образуют такую сильную тягу, что волокна хлопка быстро отлетают от них и в открытом помещении разлетаются во все стороны.
В настоящее время почти во всех джинах имеются особые приспособления, так называемые конденсеры, которые собирают все эти хлопья вместе и выпускают их в виде бесконечного полотна. Семена же хлопка, которые не могли пройти вместе с хлопком через отверстия решётки джина, отрываются от волокна и падают в передней части джина. Для облегчения подачи хлопка в ящик джина имеются ещё так называемые фидеры, или питатели, то есть приспособления, в которые сваливается хлопок, а оттуда он уже автоматически падает в ящик, то есть в камеру джина.

## История изобретения
Хотя патент на изобретение и был выдан Эли Уитни, некоторые исследователи оспаривают его авторство, указывая, что есть основания полагать, что изобретение, или, по крайней мере начальная концепция принадлежит Кэтрин Литлфилд-Грин (англ.), землевладелице, у которой Уитни арендовал ферму. Поскольку американское законодательство того времени не позволяло выдавать патенты женщинам, она якобы обратилась к Уитни с просьбой получить патент на его имя.

## Социально-экономические последствия изобретения
Изобретение оказало существенное влияние на мировую экономику, многократно удешевив процесс получения хлопка.
Для США эффект коттон-джина был ещё более значимым: с одной стороны изобретение послужило толчком к промышленной революции в северных штатах, с другой — резко повысило экономическую эффективность рабовладельческого хозяйства в южных. Косвенно это послужило обострению противоречий между северными и южными штатами, которые хотели экономически и политически обособиться, что стало одной из причин Гражданской войны в США.
Ряд историков[кто?] придерживается мнения, что изобретение продлило существование рабовладельческого строя на юге на несколько десятилетий, без него рабство отмерло бы гораздо раньше из-за экономической несостоятельности.